# Internationale Gangpferdevereinigung
Die Internationale Gangpferdevereinigung e.V. (IGV) ist ein Zusammenschluss deutscher Rasseverbände für Gangpferde mit Sitz in Siegburg. Im Jahre  2008 gehörten ihr 1500 Mitglieder an, von denen ein Großteil über Rasseverbände angeschlossen war.
Die Geschäftsstelle befindet sich in Bad Honnef im Rhein-Sieg-Kreis am Südrand Nordrhein-Westfalens, die IGV Servicestelle in Erftstadt, Rhein-Erft-Kreis, Nordrhein-Westfalen.

## Aktivitäten
Die Vereinigung initiierte die erste rasseübergreifende Ausbildung- und Prüfungsordnung für Gangpferde und entwickelt diese ständig weiter.  Der Schwerpunkt der Internationalen Gangpferdevereinigung liegt in der Ausrichtung von Sportturnieren für Gangpferde, daneben bildet sie Trainer aus, verleiht Reitabzeichen, organisiert Messeauftritte und repräsentiert die Vielfalt des Gangpferdesports.